# Edward Aloysius Murphy
Edward Aloysius Murphy, Jr. (Zona del Canale di Panama, 11 gennaio 1918 – New York, 17 luglio 1990), è stato un militare e ingegnere statunitense, noto per essere il primo postulatore della Legge di Murphy.

## Biografia
Nato nella Zona del Canale di Panama, allora territorio controllato dagli Stati Uniti, nel 1918, Murphy fu l'ultimo di cinque fratelli. Dopo aver terminato di frequentare le high school in New Jersey, entrò nell'Accademia Militare degli Stati Uniti a West Point, laureandosi nel 1940. Negli stessi anni accettò un incarico nell'United States Army, e intraprese l'addestramento come pilota con l'United States Army Air Corps nel 1941. Durante la seconda guerra mondiale fu dispiegato nelle operazioni Pacifico, in India, Cina e Birmania, raggiungendo il grado di maggiore.
Dopo la fine delle ostilità, nel 1947 Murphy frequentò l'Air Force Institute of Technology, diventando R&D Officer al Wright Air Development Center della Wright-Patterson Air Force Base. 

### Legge di Murphy
Divenne uno degli ingegneri degli esperimenti con razzo-su-rotaia compiuti dalla US Air Force nel 1949 per verificare la tolleranza del corpo umano alle violente accelerazioni (USAF project MX981). Un esperimento prevedeva un gruppo di 16 accelerometri montati su diverse parti del corpo del soggetto. Erano possibili due modi in cui ciascun sensore poteva essere agganciato al suo supporto, e metodicamente i tecnici li montavano tutti e 16 nella maniera sbagliata. A propositò di ciò Murphy pronunciò la sua storica frase,
che fu riportata dal soggetto del test (il maggiore medico John Paul Stapp) ad una conferenza stampa pochi giorni più tardi.